# Petrophile ericifolia
Petrophile ericifolia är en tvåhjärtbladig växtart. Petrophile ericifolia ingår i släktet Petrophile och familjen Proteaceae.

## Underarter
Arten delas in i följande underarter:
- P. e. ericifolia
- P. e. subpubescens